# Русская паровая баня

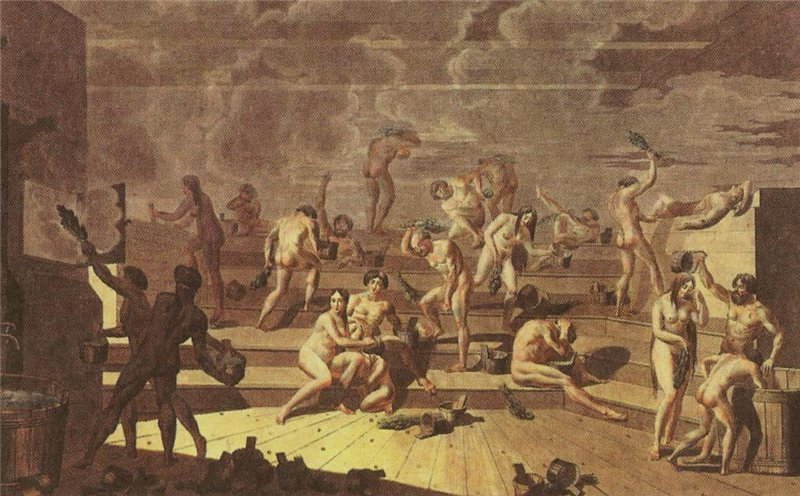
Русская баня, картина Е. М. Корнеева, 1812 год.

Русская паровая баня — выделенное помещение для гигиенических процедур, включающих в себя прогрев тела (парение) с использованием горячего банного пара. «Баня (паровая, русская баня) — строение, где моются и парятся не просто в сухом тепле, а в пару». «Баня — это помещение, предназначаемое для омовения всего тела теплой водой… у нас под словом „баня“ обыкновенно подразумевают паровую баню, которая у наших соседей и других народов известна под названием русской бани».
Под "банным паром" имеют в виду высоковлажный горячий воздух, способный выделять на тело человека горячий конденсат (росу), порой с ощущениями жжений, пощипываний и покалываний кожи. "Банный пар" традиционно получают путем плескания воды на раскаленные камни. Настоящее русское парение производится с помощью банного веника (из веток деревьев или из пучка трав) с целью нагнетания банного пара на тело при взмахах и механического очищения кожи при хлестаниях.

### Современные понятия в части назначения
По исходному потребительскому назначению паровая баня является бытовой горячей мытейной процедурой — разновидностью парных бань. Однако, в процессе ухода массового бытового мытья в квартирные ванные комнаты, паровые бани стали использоваться в настоящее время чаще не как гигиенические возможности, а как средства лечения, отдыха, досуга, обрядов и общения в тепле. Фактически русская паровая баня стала все больше восприниматься как теплый водный курорт (спа-процедура) с множеством оздоровительных и развлекательных назначений. При этом современная русская паровая баня стала противопоставляться современной финской сухой высокотемпературной сауне, которая также приобрела лечебно-профилактическую направленность, но с иными климатическими параметрами (хотя все бани и сауны имели единые исторические и технические корни).

### Современные воззрения на сауну и баню
Процесс пересмотра основного назначения бань происходил во всех странах мира. Так, в германских землях мытейные паровые бани, в частности, басту в Швеции (и сауна в Варсинайс-Суоми-Эстерланд как провинции Швеции с 1155 года), стали запрещаться церковью из-за упадка нравов при неизбежно совместном мытье, и гигиенические функции ушли в домашние купели. Запрет поддерживался и официальной медициной, поскольку басту и сауны были преимущественно курными и вредными для здоровья. Вхождение Финляндии (вместе с Суоми) в состав Российской Империи в 1809—1917 годы не сильно изменило положение дел. У восточных же финнов (в частности, карелов) мытейные банные традиции никогда не прерывались, и у них до сих пор сохранился исходный древний смысл саун как горячего мытья, в том числе, с паром и вениками .
Россия не стала вслед за Европой запрещать бани, но в очередной раз (после решения Стоглавого собора 1551 года и указа Правительствующего Сената 1741 года) окончательно запретила Уставом благочиния от 1782 года совместное мытье разных полов в общественных банях.

#### Пересмотр взглядов на сауну
На Олимпийских Играх 1936 года Финляндия опробовала медицинскую методику реабилитации спортсменов путем прогрева тела в чистом жарком воздухе. Это породило впоследствии высокотемпературную сухую (безводную) процедуру (под коммерческим брендом «современная финская сауна»), совсем не имеющую мытейных функций и предназначенную строго для оздоровлений (1) путем выделения «шлаков» из организма при потении и (2) путем закаливания организма при последующим охлаждении тела холодной водой. Впоследствии сауна приобрела в Финляндии также и обрядовые функции строгого доверительного общения. Вслед за Финляндией, в Швеции и Германии появились аналогичные оздоровительные басту, не имевшие столь строгих благочинных нравов и приобретшие, в частности, черты нудизма и развлекательного аттракциона (например, в виде волн пара опахалом на публику с открытой каменки). Применение банных терминов к немытейным процедурам прошло в указанных странах безболезненно, поскольку прежние гигиенические банные традиции были давно утеряны.

#### Пересмотр взглядов на баню
Уровень непонимания концепции финской сауны в СССР был некогда таков, что в 1957 году В. М. Молотов резко осудил Первого Секретаря КПСС Н. С. Хрущева за ночное посещение финской сауны по личному приглашению Президента Финляндии Урхо Кекконена.
Позже в 1960-е годы было признано, что финские сауны — это медицинские физиотерапевтические процедуры без гигиенических назначений, в отличие от русских бань - мытейных процедур, причем морально устаревших.. В санаториях и домах отдыха СССР появились престижные лечебно-оздоровительные финские сауны, которые, однако, постепенно приобрели культурно-развлекательные функции коллективного отдыха (с дружескими застольями в теплой наготе). Такие «шашлычно-распивочные» сауны затем уже в РФ (в том числе, и под коммерческим брендом «настоящих русских паровых бань») широко распространились в личных загородных усадьбах как гостевые строения и в городах как коммерческие досуговые заведения с самыми разнообразными назначениями, в том числе и интимными.
Современные «настоящие русские бани» сосуществуют параллельно с традиционными мытейными банями (в том числе, и с парилками), что вносит терминологическую путаницу в современные банные понятия.

### Микроклимат русских паровых бань
В простонародном быту для оценки микроклимата обычно ограничиваются простейшими чувственными понятиями — холодно или жарко, сухо или влажно, плохой пар или хороший, вкусный пар или, к примеру, душный. Вместе с тем, для целенаправленного приготовления нужного микроклимата полезны математические соображения. Так «на словах и на пальцах» невозможно объяснить, зачем перед увлажнением паром баню желательно непременно высушить.

#### Используемые метеорежимы

Хомотермальная диаграмма. Типичные метеопараметры паровых бань (или выделенных парилок в парных банях). При контактном охлаждении влажного воздуха метеоточки сдвигаются влево не по горизонтали, а вдоль хомотермальной кривой ХТ, поскольку сохраняют точку росы (абсолютную влажность воздуха) вплоть до начала конденсации водяного пара при достижении 100%-ной относительной влажности воздуха.

Климатические режимы всех «русских паровых бань» находятся в диапазоне 45-80оС градусов Цельсия и высокой абсолютной влажности воздуха (более 50 г/м3, то есть с точкой росы воздуха выше 40оС). Метеопараметры всех парных бань описываются (в координатах температура-относительная влажность воздуха) хомотермальной диаграммой с использованием понятия универсальной «хомотермальной кривой ХТ», отвечающей точке росы 40оС. Экстремальным режимам (для банных «героев») соответствуют абсолютные влажности воздуха порядка 70-100 г/м3, отвечающие точкам росы 50-55оС.
Парение веником накладывает ограничения на температуры паровых бань, поскольку при высоких температурах веник пересыхает. Обычно «веничные» бани имеют (на уровне полка для парения) температуру не выше 60оС, но высокую относительную влажность не менее 50 % (то есть, веник и полки во время процедуры практически не высыхают).
Пользуются успехом и более высокотемпературные (60 — 80)оС паровые бани с не обжигающим губы «сухим» паром, «легко» вдыхаемым полной грудью, как «над горячей картошкой». В этих условиях используется сохнущий веник («шелестящий»), но весьма весьма ограниченно — парение осуществляют преимущественно в неподвижном воздухе сидя или лежа на сухом полке. Как следует из приводимой диаграммы, высокотемпературные режимы действительно являются суховоздушными (то есть с более низкой относительной влажностью, чем низкотемпературные), хотя и имеют точку росы выше 40оС с возможностью конденсации паров на тело человека.
Ввиду неизбежной неоднородности метеопараметров бань по высоте помещения (обусловленной всплытием и накоплением горячего высоковлажного воздуха у потолка), часто пользуются понятием «парового пирога» как резервуара горячего влажного воздуха у потолка в период между подачами пара.

#### Получение необходимого микроклимата

Банно-паровая диаграмма в координатах «температура-абсолютная влажность воздуха». Физические характеристики паровоздушных смесей.

Процесс формирования банных метеорежимов опиcывается банно-паровой диаграммой, то есть той же хомотермальной диаграммой, но в координатах (температура-абсолютная влажность воздуха) или (температура-массовая доля водяных паров в паровоздушной смеси). На банно-паровой диаграмме (см. Парная баня) над кривой насыщенного пара располагаются «сырые» метеоусловия пересыщенного пара (переохлажденного), образующие туман в воздухе («клубы пара»), а ниже кривой насыщенного пара располагаются метеоусловия перегретого пара (ненасыщенного), обеспечивающие высыхание мокрых поверхностей, нагретых до температуры воздуха. Что касается мокрых поверхностей (например, кожи человека), нагретых до температуры 40оС, то их высыхание возможно лишь при абсолютных влажностях ниже 50 г/м3, отвечающих хомотермальной кривой ХТ. Относительная влажность воздуха определяется арифметическим отношением длин отрезков а/б (то есть «а : б»). Метеоточки с одинаковой абсолютной влажностью А и Б отличаются тем, что смесь Б требует большего охлаждения до достижения конденсации на линии насыщенного пара (то есть, в частности, при вдохе смеси Б тепло конденсации выделяется в более глубоких зонах дыхательных путей).
Банно-паровая диаграмма наглядно показывает, какие именно метеопараметры образуются при адиабатическом смешении двух различных паровоздушных смесей. Так, например, при смешении паровоздушных смесей с метеопараметрами 1 и 2 могут быть получены только метеоточки, располагающиеся на отрезке прямой (1-2). Другие метеоточки при этом можно получить лишь путем контактных охлаждений или осушений образующихся паровоздушных смесей. Исходные метеопараметры 1 и 2 желательно выбирать таким обрахом, чтобы отрезок (1-2) не пересекал кривую насыщенного пара, в противном случае будут образовываться паровоздушные смеси, выделяющие жгучую росу и ошпаривающие тело человека.

Банно-паровая диаграмма в координатах «температура-абсолютная влажность воздуха». Формирование микроклимата при смешении двух различных паровоздушных смесей.

Желаемую метеоточку «0» (в климатической зоне паровых бань) можно получить разными способами. Можно смешать исходный сухой воздух 1 с горячим увлажняющим воздухом 2 (а в пределе, с чистым водяным паром на продолжении отрезка 1-2, см. Парная баня). Видно, что повышение абсолютной влажности в исходной метеоточке 1 может неизбежно привести к пересечению отрезка (1-2) с кривой насыщенного пара. Поэтому исходный воздух перед увлажнением желательно осушать.
Выбор более холодной исходной метеоточки 3 приводит к необходимости применять более пологий отрезок (3-4), то есть использовать менее влажный горячий воздух 4 (или, соответственно, более горячий чистый пар на продолжении отрезка 3-4). То есть в относительно холодной бане необходимо использовать сильно перегретый пар с каменки (на практике с температурой до 300-400оС).
Если в бане воздух переувлажнен (вплоть до обжигающего состояния с метеоточкой 5), то его переводят в желаемую метеоточку 0 смешиванием с горячим сухим воздухом 6 (или «посадкой» высоковлажного воздуха на пол с осушением по стрелке 7). Банно-паровая диаграмма пригодна также для анализа микроклимата в бане при непрерывной подаче пара, в том числе и сырого с брызгами.

### Печи для паровых бань
В настоящее время считается, что печи для современных русских паровых бань должны в первую очередь нагревать камни, затем нагревать помещение (умеренно) и при необходимости нагревать воду (как правило, в ограниченном объеме).
Печи же для современных саун должны в первую очередь нагревать помещение (до 90оС за 30 минут по евростандарту EN 15821), затем нагревать камни и при необходимости нагревать воду.
Печи же для традиционных паровых бань (и традиционных паровых саун) должны в первую очередь нагревать воду (в больших количествах не менее 50 литров), затем нагревать помещение и при необходимости нагревать камни.
Недостаточный учет этих особенностей приводит порой к путанице и к ошибкам выбора банной печи.

#### Технические требования к банным печам
Современные банные печи не должны создавать сильной конвекции в помещении, не должны создавать чрезмерные уровни теплового излучения на тело человека, не должны перегревать помещение бани и должны давать максимально горячий пар.
Конвекция в бане (в виде воздушных потоков — циркуляционных или вентиляционных) приводит к перемещению горячего высоковлажного воздуха к холодному полу или во внешнюю атмосферу, и накопление «пара» в бане становится невозможным. Поэтому печи для паровых бань не должны иметь чрезмерно горячих (условно с температурой выше 200оС) теплообменных поверхностей, приводящих к появлению развитой свободной конвекции (в отличие от саун, где горячие стенки печи должны, наоборот, обеспечивать высокую конвекцию). В этом плане наиболее подходящими печами для паровых бань являются кирпичные, тем более, что они максимально пригодны для длительно работающих общественных бань. Вместе с тем, низкие температуры теплопередающих поверхностей и высокая теплоемкость кирпичных печей приводят к тому, что теплоотдача становится низкой. И времена прогрева бань кирпичными печами оказываются существенно большими, чем саун металлическими печами. Поэтому желательна возможность регулирования уровня конвекции. Так, в сельских и дачных банях часто с успехом применяют нетеплоемкие металлические печи, обеспечивающие большую теплоотдачу во время разовой протопки и малую теплоотдачу во время кратковременного парения. Для коммерческих паровых бань с длительным непрерывным парением (в парилке с веником) разрабатываются конструкции металлических банных печей с постоянно малой теплоотдачей во время непрерывной протопки.
Тепловое излучение от печи может оказывать изнуряющее воздействие на человека при длительном парении. Уровень теплового излучения определяется температурой внешних (ограждающих) поверхностей печи, поэтому может быть малым даже в случае сильной конвекции в бане (например, при наличии конвективных зазоров между топкой и кожухом металлической печи).
Перегрев помещения бани свыше 80оС приводит к переводу паровой бани в сухую сауну (поскольку паровые режимы становятся экстремально горячими, и приходится снижать абсолютную влажность воздуха). Сухие же режимы бань приводят к пересыханию веника.
Горячий пар зачастую ошибочно понимают как пар, получаемый при поливе воды на раскаленные камни (или чугунные чушки). Однако с раскаленных камней (даже сильно нагретых вплоть до малинового свечения) вода выкипает-испаряется с образованием пара с температурой не более 100оС, причем при наличии хлопков в каменке (взрывообразных выкипаниях в зазорах между камнями) — с брызгами. Поэтому для получения горячего пара раскаленные камни необходимо помещать в окружение раскаленных кирпичных или металлических стенок. В такой, так называемой «закрытой каменке», брызги попадают на раскаленные стенки и испаряются. Затем осушенный (лишенный брызг) пар нагревается (перегревается) в объеме над раскаленными камнями до требуемых высоких температур 200 — 500оС и только тогда поступает в помещение бани. Для лучшего нагрева пара желательно наличие лабиринтных каналов, например, в слое раскаленных камней или в щелях раскаленной дверки каменки.
В банной практике бытует ошибочное, но очень распространенное мнение, что с раскаленных камней идет некий максимально «мелкодисперсный» пар, как раз требуемый парильщикам. А с холодных (недостаточно прогретых) камней идет некий «крупнодисперсный» пар, создающий ощущение першения в горле (как в случае душных «клубов пара» из кипящего чайника на кухне). Такая идеология и терминология в корне не верна. С каменки надо получать не некий «мелкодисперсный», а бездисперсный молекулярный пар (однофазовый газ), способный выделять теплоту конденсации при охлаждении до точки росы.

#### Конструктивные схемы печей

Принципиальные схемы современных печей для паровых бань.

Конкретных конструкций дровяных банных печей для паровых бань много:
1 — кирпичная печь с фильтрующей каменкой (с «камнями в огне»),
2 — кирпичная печь с пламенной каменкой, обогреваемой сверху,
3 — кирпичная печь с каменкой в металлическом контейнере,
4 — металлическая печь с погружной каменкой, обложенная кирпичем или камнем,
5 — металлическая бытовая печь для мытейной бани,
6 — металлическая печь с конвективным кожухом и открытой каменкой в погружном контейнере,
7 — металлическая печь с конвективным кожухом и открытой каменкой в погружном контейнере, разделенном на испарительную и перегревающую зоны,
8 — металлическая печь с закрытой каменкой с перегревом пара (в горячих зазорах, трубах, каналах),
9 — металлическая печь с открытой каменкой в контейнере над топкой,
10 — металлическая печь с закрытой каменкой в контейнере вокруг топки,
11 — металлическая печь с открытой каменкой в сетчатом контейнере вокруг топки,
12 — металлическая печь с осушением и перегревом пара от кипящей воды.
Стали также практиковаться газовые и электрические печи-каменки, электронагреватели разных систем (инфракрасные, стеновые, панельные, отопительно-паровые и т.п.) в комбинации с парогенераторами и пароперегревателями.

### Строения для паровых бань

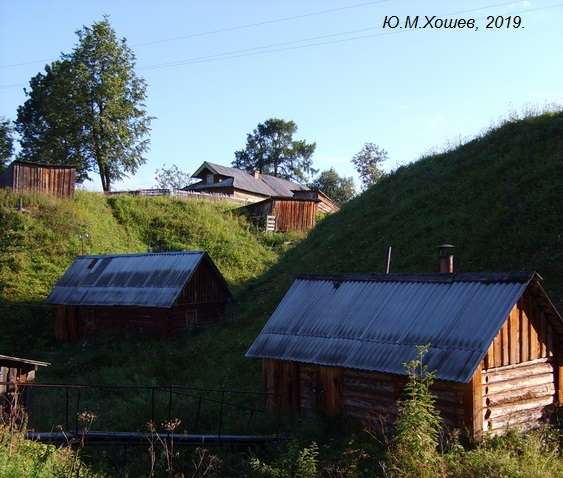

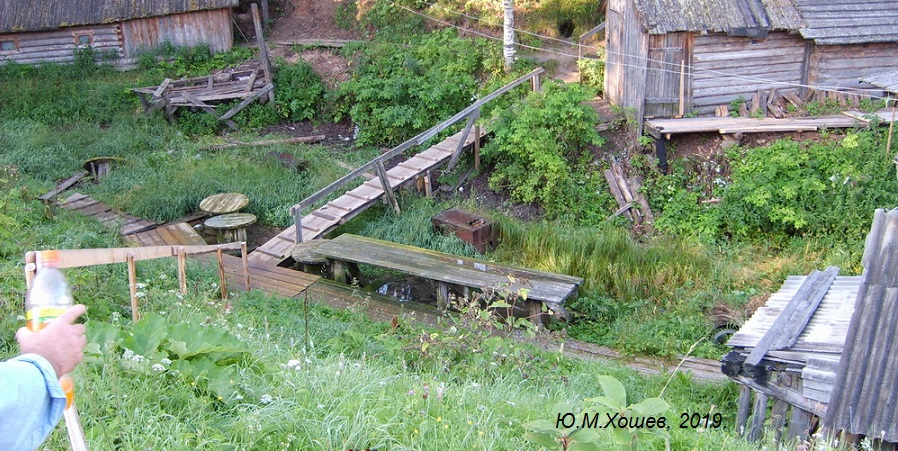
Поныне действующие частные паровые бани (бревенчатые и дощатые) в районном центре Верхняя Тойма, Северная Двина.

Русская паровая баня сейчас представляется в народе как некий особый архитектурный тип строения в виде отдельно стоящей бревенчатой постройки с характерным обликом. Однако, бани в исходном греко-европейском понимании — это просто место для мытья, а мытье обустраивалось в совершенно разных типах строений, как правило, в морально устаревших, но простых, хорошо освоенных и дешевых видах ранее бытовавших жилых построек. И эти постройки стали называть банями. Так, с появлением курных жилых изб (наземных бревенчатых клетей-срубов с печами) теплые жилые землянки и полуземлянки (с бревенчатыми стенами-перекрытиями и с костровым обогревом) продолжили свою жизнь как курные банные строения — «лазни» у северо-западных славян, «истопки» в Киевской Руси, «сауны» (дымлянки) у финских народов, «басту-стуба» у германских народов, «пиртис» у литовцев, «мунчи» у татар Поволжья и т. п.. Со временем морально устаревшие курные жилые избы (наземные срубы с открытой печью-каменкой) у северо-западных славян продолжили жизнь как черные мыльные избы, а впоследствии и белые (бездымные) избы с трубными печами продолжили жизнь как белые бани. Также и жилые дощатые сараи и бараки с трубными печами стали применяться в утепленном варианте как банные каркасные строения. Смена назначения строений иллюстрируется на примере «истопки», которая была сначала жилым, затем банным строением, а сейчас бытует у западных славян как обогреваемый костром погреб для хранения овощей и фруктов.

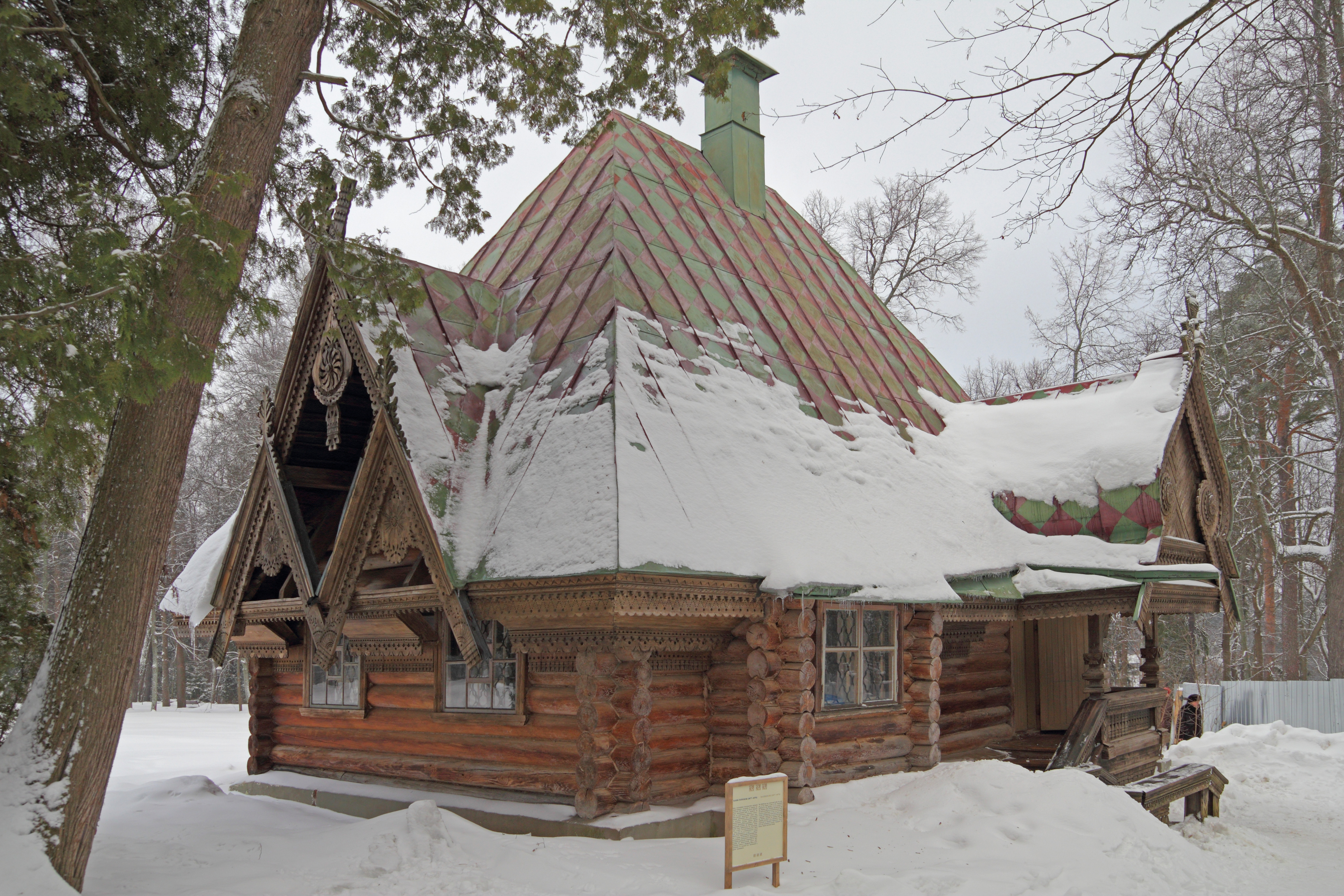
Баня-теремок в Абрамцево. Проект И. П. Ропста в составе «жаркая, мыльная, раздевальная», 1878 г.

В настоящее время архитектурный облик русских паровых бань представляется крайне пестрым. В сельской местности бревенчатые и дощатые бытовые бани (кое-где даже курные) имеют порой удручающий вид, хотя и с успехом справляются с вопросами круглогодичного мытья даже в северных регионах. В дачных и коттеджных поселках паровые бани строятся как интерьер усадьбы, и их стараются оформить красиво по примеру финских саун. В музейных проектах и в коммерческих досуговых паровых банях преобладают богато декорированные в сказочном стиле срубы из цилиндрованных бревен.

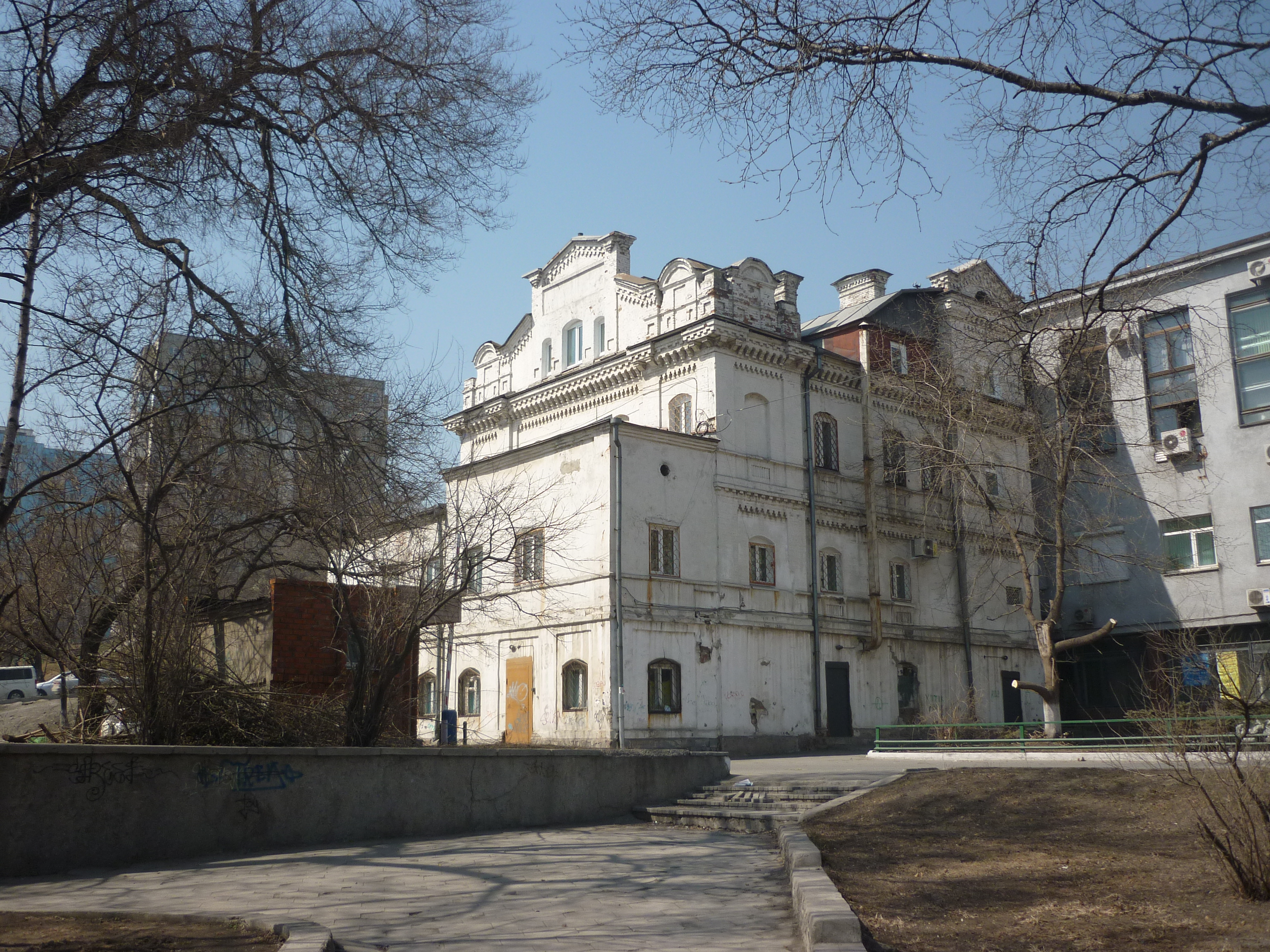
Городская баня во Владивостоке.

Вместе с тем, выделенные из мытейных помещений парилки с кирпичными печами с закрытыми каменками (воспринимаемые ныне как древние классические, исконно русские паровые бани) зародились вовсе не на Руси, а позже в банях Российской империи, причем не в сельских, а в городских общественных банях, давно выполняемых в виде самых разнообразных каменных зданий (ныне зачастую многоэтажных, использующих также и прогрессивные европейские методы мытья и купания в ваннах, бассейнах и душах).